# منتزه النحلي (تونس)
منتزه النحلي فضاء بيئي وترفيهي قرب تونس العاصمة. يمسح المنتزه حوالي 225 هكتارا و يقع على جبل النحلي الذي تكثر فيه أشجار الكلتوس و الصنوبر.

## الموقع
ولاية أريانة، بجانب الطريق الوطنية 8 الرابطة بين تونس و بنزرت.